# Fundusz powierniczy
Fundusz powierniczy – w myśl zapisów uchylonej już ustawy z dnia 22 marca 1991 r. Prawo o publicznym obrocie papierami wartościowymi i funduszach powierniczych – stanowił wyodrębnioną finansowo wspólną masę majątkową uczestników, o zmiennej wartości i stałym przeznaczeniu gospodarczym, zarządzaną przez towarzystwo funduszy powierniczych.

## Historia
Instytucja zbiorowego inwestowania w Polsce została wprowadzona do systemu prawnego w roku 1991 (wpisana do ustawy o publicznym obrocie papierami wartościowymi – jako pojedynczy artykuł).
Pomysł funduszu powierniczego polegał na wytworzeniu ram organizacyjnych dla wspólnego inwestowania, by każdy zainteresowany mógł przystąpić do inwestycji w każdym momencie i w każdym momencie się z niej wycofać. Fundusze inwestują na rynku kapitałowym. Fundusze powiernicze nie miały osobowości prawnej, a prowadzone były przez towarzystwa funduszy powierniczych.
Przystąpienie do funduszu z nową wpłatą polega na wpłacie i określeniu (przez fundusz), ile jednostek uczestnictwa za tę wpłatę staje się własnością wpłacającego. Liczbę jednostek uczestnictwa określa się poprzez podzielenie kwoty wpłaty przez aktualną na moment wpłaty wartość pojedynczej jednostki uczestnictwa. Przy wpłacie zwiększa się liczba istniejących jednostek uczestnictwa. Oznacza to, że każdy uczestnik ma proporcjonalną część wartości całego funduszu. Przy wypłacie za umarzane jednostki uczestnictwa, a uczestnik otrzymuje proporcjonalną część całego funduszu (liczbę jednostek mnoży się przez aktualną na ten moment wartość jednej jednostki uczestnictwa).
Fundusz był uregulowany ustawą (ustawa o publicznym obrocie papierami wartościowymi i funduszach powierniczych) oraz własnymi zasadami ustalonymi w Regulaminie funduszu.
Z założenia fundusze były mocno uregulowane – co do zakresu inwestycji (wiele limitów inwestycyjnych, zakres możliwych inwestycji, sposób przechowywania majątku funduszu – w banku, uregulowanym ustawowo), co do praw i obowiązków uczestników, co do zasad przystępowania i wychodzenia z inwestycji.
Pierwsze fundusze powiernicze wprowadziła spółka z grupy amerykańskiej Pioneer Group: Pioneer Pierwsze Polskie Towarzystwo Funduszy Powierniczych S.A. (pierwszy w Polsce fundusz: Pioneer Pierwszy Polski Fundusz Powierniczy – utworzony w 1992 roku (latem rozpoczął inwestowanie) – działający obecnie pod nazwą subfunduszu Pioneer Zrównoważony subfunduszu w funduszu umbrellowym Pioneer Fundusz Inwestycyjny Otwarty).
Wyceny jednostek funduszu – po początkowym okresie, gdy sesje na giełdzie w Warszawie odbywały się co tydzień – były ustalane w cyklu tygodniowym, przez wyceny dwukrotne w tygodniu, dziś odbywają się zwykle codziennie. W historii zdarzył się jeden przypadek wstrzymania okresowego wycen – po wrześniu 2001, gdy fundusz inwestycyjny inwestujący na rynku giełdowym w USA nie miał możliwości wyceny swoich akcji. Spółka, która utworzyła pierwszy w Polsce wówczas fundusz powierniczy (Pioneer Pierwsze Polskie Towarzystwo Funduszy Powierniczych S.A.), po kilku zmianach właścicielskich i organizacyjnych istnieje do dziś (Pioneer Pekao Towarzystwo Funduszy Inwestycyjnych S.A.) i zarządza w Polsce funduszami o łącznej wartości majątku 15 mld zł (ca 1/6 rynku – według danych instytucji samorządowej Izba Zarządzających Funduszami i Aktywami). Wartość środków zgromadzonych w funduszach inwestycyjnych przekraczała 100 mld zł (po kryzysie w latach 2008–2009 spadła, by w pierwszej połowie 2010 powrócić do 100 mld zł).